# MC Hawking
MC Hawking ist ein fiktiver Nerdcore-Interpret, Idee und Umsetzung stammen von dem US-amerikanischen Webentwickler Ken Leavitt-Lawrence.

## Reale Biografie
MC Hawking wurde um Juli 2000 von Ken Leavitt-Lawrence erschaffen. Die Idee kam dem damals 30-jährigen Rapfan, als er an einem Macintosh mit Sprachausgabe arbeitete und ihn die Stimme an die von Hawkings Sprachcomputer erinnerte. Mit dem Text-to-Speech-Programm Willow Talk entwickelte er seine ersten Reime, die der Softwareentwickler dann über das Firmennetzwerk als Witz verschickte. Auf das Anraten eines Kollegen unterlegte er den Rap dann auch mit einem Beat und begann eine fiktive Biografie aufzubauen. Auf einer Website wurde der fiktive Rapper dann der Öffentlichkeit vorgestellt. Neben einer fiktiven Disko- und Biografie wurden auch einige MP3-Lieder veröffentlicht, die Parodien auf Rapper wie Run-DMC, Public Enemy, N.W.A und die Beastie Boys darstellen.
2004 erschien das einzige reale Album des Rappers als Greatest-Hits-Album getarnt unter dem Titel A Brief History of Rhyme: MC Hawking's Greatest Hits auf dem Label Brash Music. Einen Gastauftritt hat MC Hawking außerdem auf dem Album Nerdcore Rising von MC Frontalot.

## Fiktive Biografie
MC Hawking ist eine Parodie auf den theoretischen Astrophysiker Stephen Hawking, in der er ein Doppelleben als Rapper führt. Seine über die Webseite verbreitete Biografie stellt eine Mischung aus realen Daten Hawkings und fiktiven Elementen des Rappers dar, die Texte werden nicht gesprochen, sondern von einem kommerziellen Sprachsyntheseprogramm ausgegeben und haben starke Ähnlichkeit mit der synthetischen Stimme Hawkings.
MC Hawking wurde als Stephen William Hawking am 8. Januar 1942 in Oxford geboren. Nach seinen ersten Abschlüssen am University College in Oxford wurde 1963 das Lou-Gehrig-Syndrom diagnostiziert. Obwohl ihm die Ärzte nur noch eine kurze Lebensspanne prophezeiten, ließ er sich nicht von seinen Zielen abbringen und promovierte in Cambridge in Kosmologie und hat dort seit 1979 den lucasischen Lehrstuhl für Mathematik inne. Nachdem er schon einige Zeit auf den Rollstuhl angewiesen war, forderte die Krankheit 1985 weiteren Tribut. Infolge eines Luftröhrenschnittes wurden seine Stimmbänder soweit geschädigt, dass er nur noch über einen Computer mit Sprachsynthes kommunizieren konnte – seitdem klagt er nur darüber, dass er jetzt wie ein Amerikaner klingt. Bis hierhin stimmen beide Lebensläufe überein.
Als er jedoch den Auftritt der Beastie Boys 1988 im Studentenzentrum des Colleges hörte, änderte dies sein bisheriges Leben völlig – in den folgenden Wochen tauchte er völlig in die Kultur der Rap-Szene ein, wobei ihn besonders N.W.A begeisterte. Er war nun ein Teil des Gangsta-Rap und MC Hawking war geboren. Er begann eigene Texte zu schreiben und in den lokalen Clubs aufzutreten. Anfangs wusste niemand, was er davon halten sollte – weder in der Musik-Szene noch an der Universität – aber er schaffte es, sich sowohl einen Namen in der Hip-Hop-Szene zu machen als auch seine Reputation als theoretischer Astrophysiker zu steigern.
Er tat sich 1990 mit DJ Doomsday und Professor Puff 'n Stuff zusammen, die zu der Zeit an der Universität studierten und die Begeisterung Hawkings an Gangsta-Rap teilten. Die drei mieteten sich ein kleines Tonstudio und nahmen eine eigene Platte auf. Da sie allerdings keine Plattenfirma finden konnten, veröffentlichte Hawking The Hawkman Cometh 1992 auf eigene Kosten – die EP verkaufte sich innerhalb eines Jahres mehr als 10.000 mal und sie unterzeichneten 1993 einen Vertrag bei GangstaBitch Records, einer Tochterfirma des Disney-Konzerns. Sie veröffentlichten 1994 ihr erstes Album Fear of a Black Hole. In den folgenden Jahren tat sich MC Hawking mit der Hardcore-Hip-Hop/Metal-Band Dark Matter zusammen und veröffentlichte 1997 sein zweites Album E=mc hawking.

## Motivation
Das Ziel dieses Projekts ist es, wissenschaftliche Themen besser in der Öffentlichkeit zu verbreiten. Hierzu wird das Medium Musik – und speziell der in den 1990ern beliebte Hip-Hop – verwendet, um auf lustige Weise einen Zugang zur Jugend zu erreichen. So ergaben Studien des U.S. National Endowment for the Arts, dass im Jahre 2004 43 % der US-Bevölkerung nicht ein einziges Buch gelesen haben – zudem haben die Tageszeitungen durch das Aufkommen des Internets vor allem in Amerika starke Umsatzeinbrüche erleben müssen.
So äußert sich auch Stephen Hawking selbst über MC Hawking: ... flattered, as it's a modern day equivalent to Spitting Image (... bin geschmeichelt, es ist wie ein modernes Gegenstück zu Spitting Image)  Spitting Image ist das britische Vorbild für Hurra Deutschland.

## Inhalte
In vielen Texten werden physikalische (z. B. I explode like a bomb. No one is spared. My power is my mass times the speed of light squared. – Ich explodiere wie eine Bombe. Keiner wird verschont. Meine Energie entspricht meiner Masse mal dem Quadrat der Geschwindigkeit des Lichts.; aus E = MC Hawking), kosmologische oder gesellschaftliche Themen wie die Kreationismus-Debatte in Amerika (They (the creationists) want to have their bullshit taught in public classes. Stephen Jay Gould should put his foot right up their asses. – Sie (die Kreationisten) wollen ihre Scheiße in den öffentlichen Klassen gelehrt haben. Stephen Jay Gould sollte ihnen einen Fußtritt direkt in den Hintern verpassen.; aus Fuck the Creationists) aufgegriffen.

## Diskografie

### Reale Diskografie
- A Brief History of Rhyme: MC Hawking's Greatest Hits (2004)

### Fiktive Diskografie
Zur Legende des fiktiven Rappers zählt auch eine erfundene Diskografie, die auf der Website entwickelt wurde. Ein Teil der fiktiven Lieder wurde auch real auf dem angeblichen Greatest-Hits-Album veröffentlicht.
- The Hawkman Cometh EP (1992)
- Fear of a Black Hole (1994)
- E = MC Hawking (1997)